# (5142) Okutama
(5142) Okutama es un asteroide perteneciente al cinturón de asteroides, descubierto el 18 de diciembre de 1990 por Tsutomu Hioki y el también astrónomo Shuji Hayakawa desde el Okutama Observatory, Japón.

## Designación y nombre
Designado provisionalmente como 1990 YD. Fue nombrado Okutama en homenaje al observatorio Okutama, desde el que se descubrió este planeta menor.

## Características orbitales
Okutama está situado a una distancia media del Sol de 2,541 ua, pudiendo alejarse hasta 3,239 ua y acercarse hasta 1,843 ua. Su excentricidad es 0,274 y la inclinación orbital 6,284 grados. Emplea 1480 días en completar una órbita alrededor del Sol.

## Características físicas
La magnitud absoluta de Okutama es 12,8. Tiene 6,15 km de diámetro y su albedo se estima en 0,388. Está asignado al tipo espectral Sq según la clasificación SMASSII.